# Deux Nigauds chez Vénus
Pour plus de détails, voir Fiche technique et Distribution.
Deux Nigauds chez Vénus (titre original : Abbott and Costello Go to Mars) est une comédie de science-fiction américaine, en noir et blanc, réalisée par Charles Lamont et sortie en 1953. Ce film met en scène le duo comique Abbott et Costello et fait partie de la série Deux Nigauds.
Le film suit Lester qui est un scientifique travaillant sur un projet ultra-secret de navette spatiale. Son assistant maladroit, Orville, déclenche un jour l'allumage de la navette alors que lui et Lester sont à bord. Lorsque la navette se pose, les deux compères sont persuadés d'être arrivés sur Mars, alors qu'ils sont en fait à La Nouvelle-Orléans, en plein Mardi Gras.

## Synopsis
Orville, l'orphelin le plus âgé du foyer pour orphelins Hideaway, se cache accidentellement dans un camion qui se dirige vers un laboratoire top secret du gouvernement. Là, il est placé sous la supervision de Lester, un ouvrier laboratin, pour l'aider à charger des fournitures sur une fusée expérimentale. Alors qu'il est à bord avec Lester, Orville appuie par inadvertance sur le bouton d'allumage. La fusée s'envole alors en traversant tout le pays et finit par atterrir près de la Nouvelle-Orléans, où se déroule le Mardi Gras. Cependant, Lester et Orville, croient être parti dans l'espace et revêtent des combinaisons spatiales avant de sortir observer les célébrations où les gens portent des costumes grotesques. Ils concluent qu'ils ont réussi à se poser sur la Planète Rouge.
Pendant ce temps, deux prisonniers en cavales, Harry et Mugsy, tombent sur la fusée et enfilent une autre paire de combinaisons spatiales avant de se rendre à la Nouvelle-Orléans pour dévaliser une banque avec leur costumes d'astronautes. Lester et Orville sont accusés à tort de ce crime et se précipitent vers la fusée, où Mugsy et Harry les forcent à se lancer dans l'espace. Cette fois, la fusée réussit à sortir de l'atmosphère terrestre et atterrit sur Vénus, où les quatre hommes sont rapidement capturés par des autochtones et amenés à la reine Allura. Celle-ci les informe que Vénus n'est habitée que par des femmes, les hommes ayant été bannis il y a longtemps mais appréciant beaucoup Orville, elle décide qu'il peut rester s'il lui est fidèle. Ce dernier accepte et fait emprisonner Harry et Mugsy, qui convainc l'une de ses geolières de flirter avec Orville pour prouver à la reine Allura qu'on ne peut pas lui faire confiance. Le stratagème fonctionne et désabusée par le comportement Orville, la reine ordonne aux hommes de quitter Vénus. À leur retour sur Terre, les hommes sont acclamés comme des héros lors d'un défilé mais Allura, qui assiste à la célébration depuis Vénus sur un écran géant, envoie un vaisseau spatial sur Terre qui laisse tomber un gâteau sur la tête d'Orville.

## Fiche technique
- Titre : Deux Nigauds chez Vénus
- Titre original : Abbott and Costello Go to Mars
- Réalisation : Charles Lamont
- Scénario : D.D. Beauchamp, Howard Christie, John Grant
- Musique : Joseph Gershenson, Henry Mancini, Milton Rosen, Herman Stein
- Directeur de la photographie : Clifford Stine
- Montage : Russell Schoengarth
- Direction artistique : Robert F. Boyle, Alexander Golitzen
- Décors : Russell A. Gausman, Julia Heron
- Costumes : Leah Rhodes
- Production : Howard Christie, Universal Pictures
- Pays de production :  États-Unis
- Genre : Comédie
- Durée : 77 minutes
- Dates de sortie :
  - États-Unis : 6 avril 1953
  - France : 19 novembre 1954

## Distribution
- Bud Abbott : Lester
- Lou Costello : Orville
- Mari Blanchard : Allura
- Robert Paige : docteur Wilson
- Horace McMahon : Mugsy
- Martha Hyer : Janie
- Jack Kruschen : Harry
- Joe Kirk (en) : docteur Orvilla
- Jean Willes : Capitaine Olivia
- James Flavin : un policier
- Jackie Loughery : garde vénusienne
- Valerie Jackson (en) : servante vénusienne
- Anita Ekberg : garde vénusienne
- Renate Hoy (en) : servante vénusienne

Acteurs non crédités
- Bobby Barber (en) : caméo
- Stanley Blystone : caméo
- Ken Christy (en) : lieutenant de police
- Russ Conway : policier
- Dudley Dickerson : concierge
- Gloria Pall (en) : caméo
- Harry Shearer : un garçon
- Ruth Hampton

## Récompenses et distinctions

### Nominations
- Saturn Award 2005 :
  - Saturn Award de la meilleure collection DVD (au sein du coffret The Best of Abbott and Costello, vol. 1-3)